# Nossa Senhora dos Remédios

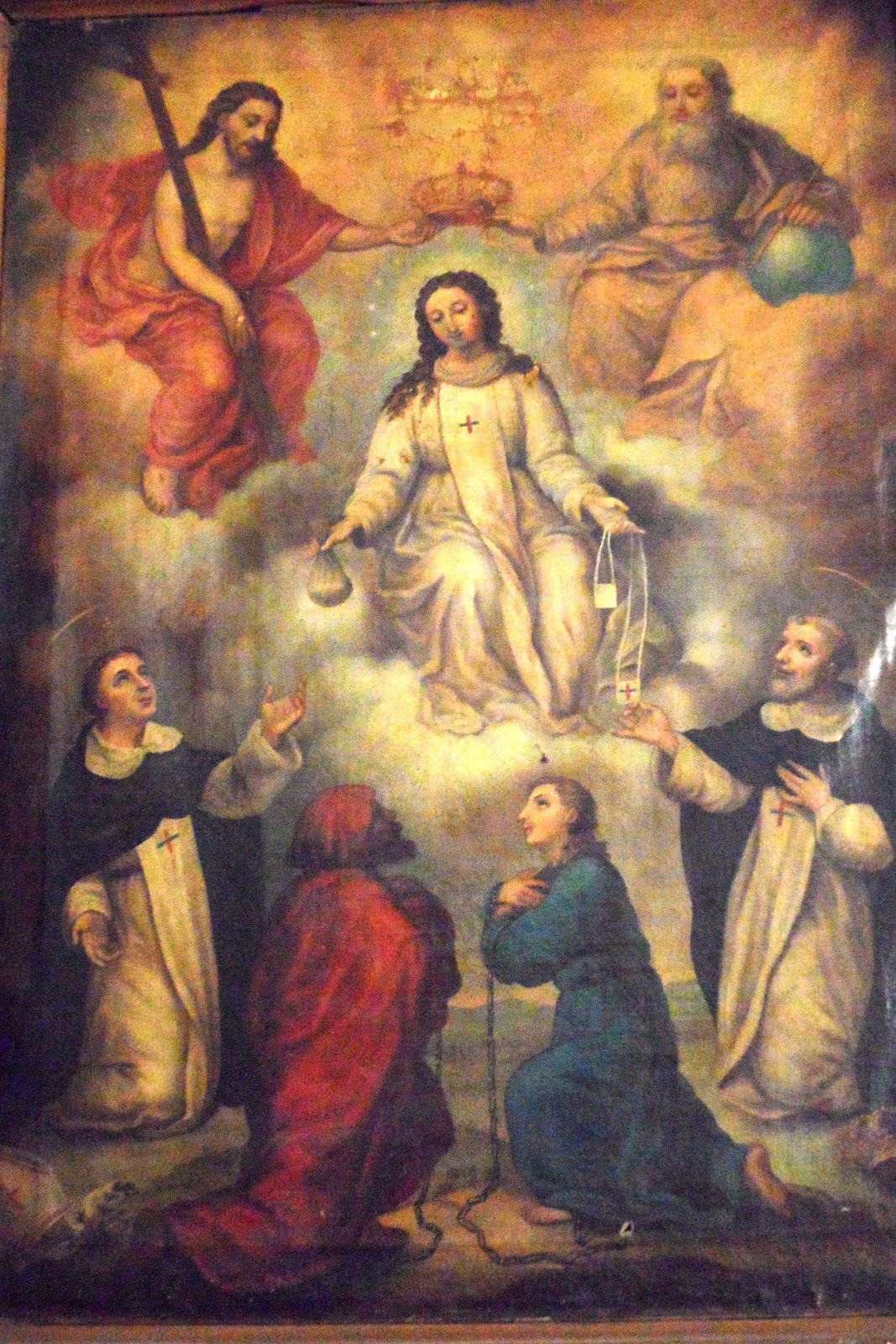
Nossa Senhora dos Remédios com São João da Mata e São Félix de Valois.

Nossa Senhora dos Remédios é uma devoção mariana.
Foi trazida para Portugal por religiosos franceses da Ordem Hospitalar da Santíssima Trindade, que estiveram em Lisboa no século XIII. Esta ordem, fundada com o objectivo de resgatar os cristãos cativos no Oriente, não dispunha de recursos financeiros para realizar o seu objectivo. Apareceu então Nossa Senhora aos seus fundadores, São João da Mata e São Félix de Valois, entregando-lhes uma bolsa cheia de dinheiro, concedendo-lhes de modo o "remédio" para o seu problema. Desde então a Virgem ganhou o título de Nossa Senhora dos Remédios, tornando-se a padroeira desta ordem. Com a difusão desta devoção pela Europa, 900 mil prisioneiros foram libertados até ao século XVIII.